# Albín Brunovský
Albín Brunovský (* 25. Dezember 1935 in Zohor; † 20. Januar 1997 in Bratislava) war ein slowakischer Maler, Grafiker, Exlibris- und Briefmarkenkünstler.

## Ausbildung
Brunovský studierte von 1955 bis 1961 an der Hochschule für Bildende Künste in Bratislava, u. a. bei Vincent Hložník.

## Leben
Brunovský lehrte als Professor an der Kunstakademie in Bratislava und wurde dort 1989 Rektor.
1990 zog er sich aus dem akademischen Betrieb zurück, um ausschließlich künstlerisch tätig zu sein.

## Werke

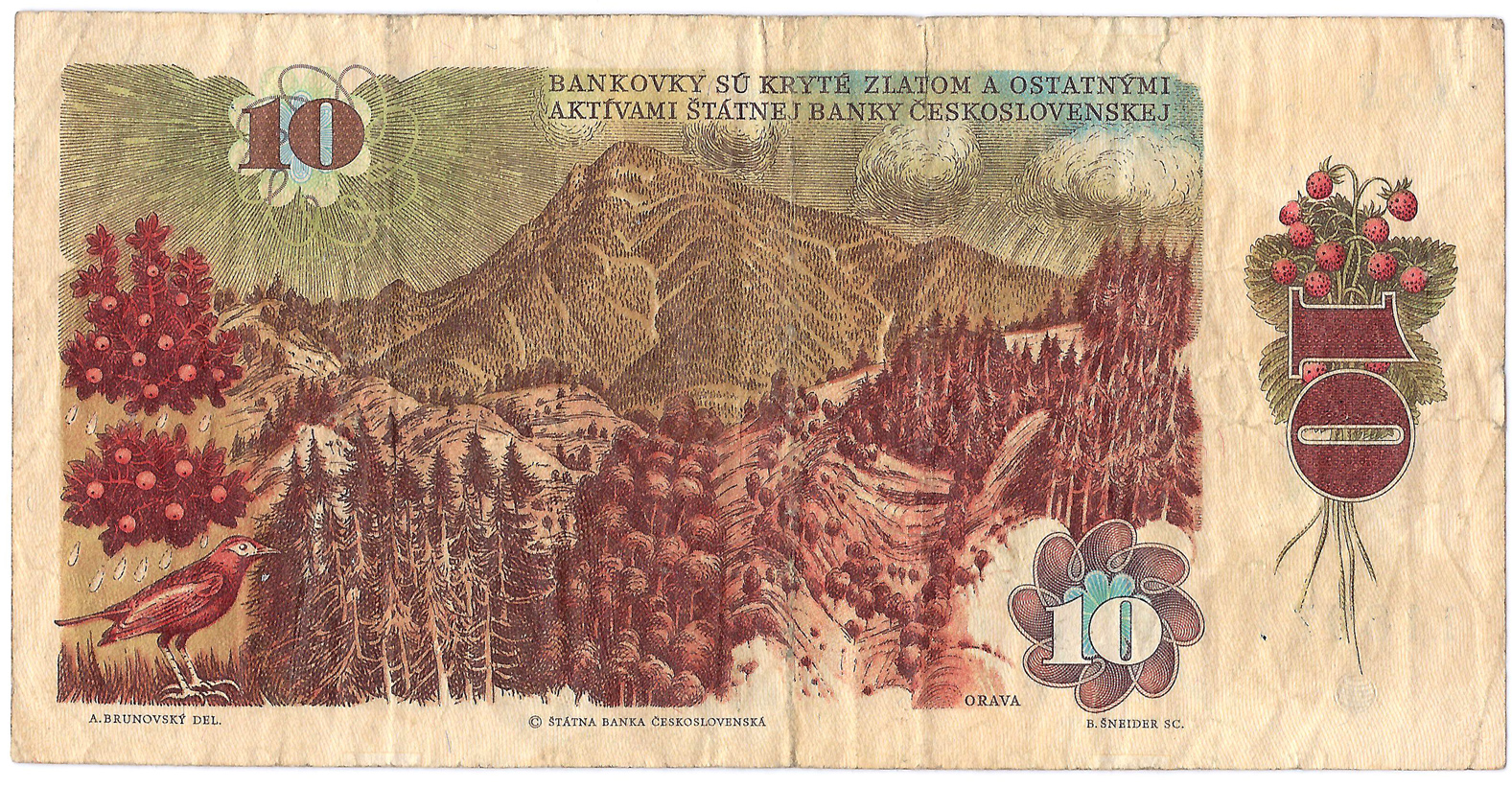
Von Brunovský gestalteter 10-Kronen-Schein

- Brunovský schuf die letzte Banknotenserie der Tschechoslowakei.
- Zwischen 1964 und 1990 erstellte er etwa 30 Briefmarken.
- Von 1970 bis zu seinem Tod schuf er etwa 105 Exlibris (Radierungen: Techniken C3 und C7).

## Auszeichnungen
- 1981 Verdienter Künstler

- 1985 erhielt Brunovský vom Staat den selten vergebenen Ehrentitel eines Nationalkünstlers.